# Odsončje
Odsónčje ali afélij je v astronomiji ena od dveh apsidnih točk in je skrajna točka Zemlje na tirnici okrog Sonca, kjer je Zemlja najbolj oddaljena od Sonca. Zemlja je v odsončju okoli 3./4. julija.
Apsidnih točk ne smemo zamenjevati s Sončevima obratoma. Poletni Sončev obrat se običajno zgodi od 21. do 23. junija in takrat se začne poletje. Ker je Zemeljska vrtilna os nagnjena za kot 23° 26' 20" (23,439°) glede na normalo na ekliptiko je severni del Zemeljske poloble takrat nagnjen proti Soncu in ta datum predstavlja začetek poletja na severni polobi, na južni pa začetek zime. 
Točka, ko je Zemlja na svoji tirnici najbliže Soncu, se imenuje prisončje (perihelij) in nastopa pol leta kasneje, torej pozimi okoli 3. januarja.